# Bökås
Bökås [bøːkaʊs] är en by i Askome socken,  Falkenbergs kommun. Byns ägor är belägna i socknens rikt beskogade och höglänta nordligaste delar och är helt obefolkad sedan tidigt 1900-tal. Idag (2012) utgör ägorna i sin helhet tillsammans med hela grannbyn Myckilt och delar av Fylleklev ett sammanhängande skogsområde inom de södra delarna av vad som lokalt benämnes "Kila kronopark".

## Historia
Byn bestod sedan den danska tiden (före 1645) av två huvudgårdar vilka finns belagda i flera danska källor under första hälften av 1600-talet.
I de första svenska källorna räknas Bökås som en trekvarts gård. Gården förmedlades ner till 1/2 mantal, troligtvis under senare hälften av 1700-talet, och åtminstone den ena hemmansdelen skatteköptes år 1825.
År 1925 ägdes hela Bökås av Yngeredsfors Kraft AB.

## Bebyggelsenamn
- Boteltorpet. Ett torp.
- Nedre Bökås[10]. En gård (Bökås 1:3). Förstörd genom eldsvåda år 1910 och sedan dess öde.
- Övre Bökås. En gård (Bökås 1:2). Var redan på 1950-talet öde sedan många år, men med kvarvarande lämningar efter boplatsen.

## Övrigt
Invånarna i Bökås och dess grannbyar blev år 1662 indragna i rättegångar, anklagade för att ha gömt och skyddat så kallade snapphanar. Den anklagade fången och förrymde soldaten Jörgen Olsson vittnade bland annat så här mot Askomeborna:
"- - - Bekiende och at Snaphanerne ofte hafde sin omgienge hos Ole i Grimsilt och Anders ibm. och der hos dem fick öl och Mad - - - Saa och Ola Lars i Bögaas haffde och ofte huset och hulet hannem och de andre Snaphaner - - - Hos Jens i Möckilt haffde de och ofte sit thilhold efter som det war en Hore i Huset. I Synderlighet haffde Snaphanen Arfwed Frennes Sit thilhold hos Ole Lars i Bögaas och ofte fant hand ham der for sig, men de dölgede och foruarede hannem. En aff Snaphanerne kallad Spaahern laa stadz ene hos Jens i Möckilt med en ströghore, men Spaahern truade ofte Jens paa sit liff och at skull sette Ild paa ham för hand lod sig merke ej at wille hafue dem hos sig - - - En skredere i Linnesaas Syde klaeder for dem. bekiende och at hand fick Anders Ols i bögaas en brun tröje och en blaa Ulleschiorte til at foruare".
Jörgen Olsson dömdes till döden ("Hofuedet paa en Stage och kroppen paa it Hiull") av Göta hovrätt och fången ville i november 1662 ta tillbaka eller mildra sina anklagelser mot folket i Bökås:
"- - - Da sagde be:te fange saaledes: - - - at de i Bögaas eij heller nogen sielfuillig omgienge med Snaphanerne hafft haffr, men war saa hos dem som andre imod deres willie".
Resultatet blev att befolkningen blev dömda att "sig om de saa wille och kunde derfor lagverge, at de ej friwillig och Medhollende Maskobi och omgienge med saaden Snaphaner haft haffr, Eller derefter lide", varvid rättegången utmynnade i att lokalbefolkningen tycks ha gått fria.

### Fotnoter
1. ↑  Grannbyn Grimshult ligger i Vessige socken och de övriga i Askome socken
2. ↑  Lantmäteriets Länskarta markerar två historiska tomtplatser, koordinaterna avser den sydligaste, högst belägna av dessa båda, strax norr om vägen mellan grannbyarna Skärvered och Myckilt. Den andra tomtplatsen ligger 420 meter rakt norrut i en nordvästsluttning 150 meter över havet
3. ↑  ”Hallalien” är namnet på den branta stigningen längs vägen upp till grannbyn Fylleklev
4. ↑  Av vattenarealen utgörs 17,2 ha del av den på sockengränsen mot Vessige belägna Skärsjön. och resterande 2,7 ha av de båda småsjöarna Norra- och Södra Småsjön helt belägna inom byns egna ägovidd
5. ↑  År1 900varfolkmängdeniBökås9personerenligtutdragfrånförsamlingsbokendettaår
6. ↑  Källa folkmängd: Mantalslängd 1991, Hallands län
7. ↑  Ur: Ekstraskattemandtaller 1620; ”Giöder i Båg Aas”, vidare ur : Ekstraskattemandtaller 1635; ”Festebönder . . . Olluff i Bögas . . . Indester . . . Mortten Bendsen i Bögaas” och ur Ekstraskattemandtaller 1644; ”Festebönder . . . Olluff i Bög Aas . . . Indester . . . Mortenn i Bögis Aas . . .” samt även ur: ’’Jordebook öffuer Askemo Sn’’ (1645);”. . . Böghååsa Oluff Larson 3/4 mtl . . .”
8. ↑  Jordeboken 1646 upptar; kronohemman ¾ mtl. Utdrag från jordeboken 1647; ”Cronehem. Trefiärdendels Olof Larsson i Bögåhsa” och ur Hallands Landsbeskrifning 1729; ”Bökåhs, 3/4 mtl Crono, Nills Swenson 3/8 och Peer Peerson 3/8 . . .”
9. ↑  Ingemar Rosengren, sid. 35
10. ↑  Namnen Övre- och Nedre Bökås finns inte belagt i äldre källskrifter, men har använts lokalt och finns även utsatta på Lantmäteriets Länskarta
11. ↑  Ur domboken för Årstads häradsrätt den 4 februari 1662: "Cronens befaldningsmand Wel:t Johan Lrs lod med Landsgewaldigern i Rette fremstille en fange wed naufn Jörgen Olls, barneföd i Aarsted Sogn, Heeberg udi Julere stufuen Hvilken Anno (årtalet utelämnat) for en Roede i Heeberg bleff till Knigt wdskrefuen och der efter fra Compagniet bortrömte. Efter huillken tid mand ej anden widenskap om hannem haft Haffr end at hand iblant andre och flere forrömd schall haffue sig paa Skouffuen som en Snaphane eller Krabat oppehollt."